# Farid Hamadé
Cheikh Farid Hamadé (ou Amadet), né le 14 mai 1925 à Baakline au Liban et mort le 19 mars 1999 à Saint-Mandé, est un avocat et homme politique Druze libanais.

## Biographie
Farid Hamadé est le fils de Cheikh Rachid Hamadé (1er mars 1894 - 13 avril 1970).
Il a été élu pendant 15 ans cheikh Akl de la communauté Druze du Liban, (l'équivalent d'un pape chez les chrétiens). 
Il est le descendant de trois lignées de cheikh Akl Druze (autorité suprême de la communauté des Druzes dans le monde).
Farid Hamadé est le premier homme politique libanais de confession Druze à s'allier avec les chrétiens modérés du Liban à l'époque de la guerre civile libanaise. Il échappe à plusieurs attentats, étant un opposant à la politique de Walid Joumblatt.
Le gouvernement français de 1990 assurera son exil politique en France avec sa famille en même temps que l'exil du général Michel Aoun le 13 octobre 1990[réf. nécessaire], date a laquelle l'armée syrienne envahit le Liban qui était alors sous le contrôle de Michel Aoun.
Après avoir fondé et présidé en exil le Front mondial pour la libération du Liban, Farid Hamadé meurt à Paris le 19 mars 1999. Il est inhumé à Paris au cimetière du Père-Lachaise.

## Vie privée
Cheikh Farid Hamadé a trois enfants : Maân Hamadé, Khaled Hamadé et Nada Hamadé.

## Citations
- « Les seigneurs de la guerre ne seront jamais les princes de la paix. »[3]